# Robert Webber
Robert Laman Webber (* 14. Oktober 1924 in Santa Ana, Kalifornien; † 19. Mai 1989 in Malibu, Kalifornien) war ein US-amerikanischer Schauspieler.

## Leben
Der Sohn eines Seemannes wuchs in Nordkalifornien auf und besuchte das Compton Collage. Nach einem Einsatz mit dem Marine Corps im Zweiten Weltkrieg, in der er unter anderem in Guam und Okinawa stationiert war, begann er seine Schauspielkarriere Ende der 1940er Jahre zunächst am Theater. Ab 1950 war er regelmäßig in diversen Fernsehserien zu sehen. Nach seinem ersten Film Der Panther von 1950 drehte er seinen zweiten Kinofilm erst sieben Jahre später, dieser sollte aber einer seiner bekanntesten werden: er verkörperte die Rolle des oberflächlichen Geschworenen Nr. 12, eines Werbefachmannes mit wenig Interesse an spröden und langen Diskussionen in dem Gerichtsklassiker Die zwölf Geschworenen. 
Insgesamt trat Webber im Laufe seiner Karriere in über 150 Film- und Fernsehproduktionen auf, wobei der Darsteller nie auf einen klaren Stereotyp festgelegt war. In einigen Filmen wie dem britischen Thriller Hysteria und mehreren Italowestern gegen Ende der 1960er-Jahre spielte Robert Webber auch Hauptrollen. Im amerikanischen Kino blieb er hingegen meist auf Nebenrollen beschränkt. Häufig trat er in Kriegsfilmen auf, beispielsweise in Das dreckige Dutzend (1967) oder Schlacht um Midway (1976), in denen er jeweils Generäle verkörperte. Er wirkte aber auch oft an Komödien mit, etwa als Unternehmer Douvier in Inspector Clouseau – Der irre Flic mit dem heißen Blick, als schwuler Lyriker in Zehn – Die Traumfrau (1979) oder als Staatsanwalt in Nuts… Durchgedreht (1987). Im Fernsehen wirkte er als Gaststar an vielen bekannten Serien mit und war in den 1980er-Jahren wiederkehrend in Das Model und der Schnüffler als Vater der Hauptfigur Madelyn zu sehen.
Robert Webber starb im Alter von 64 Jahren an Lateralsklerose. Seine erste Ehe mit Miranda Jones bestand zwischen 1953 und 1958, diese wurde geschieden. 1972 heiratete er Del Mertens, mit der er bis zu seinem Tod zusammenblieb.

## Filmografie (Auswahl)
- 1950: Der Panther (Highway 301)
- 1953–1954: Three Steps to Heaven (Fernsehserie, 380 Folgen)
- 1957: Die zwölf Geschworenen (12 Angry Men)
- 1959: Westlich von Santa Fé (Westlich von Santa Fe, Fernsehserie, 1 Folge)
- 1959–1962: Alfred Hitchcock präsentiert (Alfred Hitchcock Presents, Fernsehserie, 3 Folgen)
- 1962–1963: Preston & Preston (The Defenders, Fernsehserie, 3 Folgen)
- 1963: Die verlorene Rose (The Stripper)
- 1964: Auf der Flucht (The Fugitive, Fernsehserie, 1 Folge)
- 1965: Gauner gegen Gauner (The Rogues, Fernsehserie, 1 Folge)
- 1965: Hysteria
- 1965: … die alles begehren (The Sandpiper)
- 1965: Der dritte Tag (The Third Day)
- 1966: Leise flüstern die Pistolen (The Silencers)
- 1966: Ein Fall für Harper (Harper)
- 1966: Ich heiße John Harris (Tecnica di un omicidio)
- 1966: Immer wenn er Dollars roch (Dead Heat on a Merry-Go-Round)
- 1967: Die nackten Tatsachen (Don’t Make Waves)
- 1967: Das dreckige Dutzend (The Dirty Dozen)
- 1967: Null Uhr 7 kommt John Harris (Qualcuno ha tradito)
- 1968: Hemmungslose Manon (Manon 70)
- 1969: Nancy, ein eiskaltes Playgirl (The Big Bounce)
- 1970: Jagd auf den Kinomörder (The Movie Murderer, Fernsehfilm)
- 1970: Die große weiße Hoffnung (The Great White Hope)
- 1970: Ständig in Angst (Hauser’s Memory, Fernsehfilm)
- 1970: Die Leute von der Shiloh Ranch (The Virginian, Fernsehserie, 1 Folge)
- 1971: Der Millionenraub ($)
- 1971–1974: Cannon (Fernsehserie, 4 Folgen)
- 1971/1975: Ein Sheriff in New York (McCloud, Fernsehserie, 2 Folgen)
- 1972: Kobra, übernehmen Sie (Mission: Impossible, Fernsehserie, 1 Folge)
- 1973: Kojak – Einsatz in Manhattan (Kojak, Fernsehserie, eine Folge)
- 1973–1974: Der Chef (Ironside, Fernsehserie, 3 Folgen)
- 1974: Bring mir den Kopf von Alfredo Garcia (Bring Me the Head of Alfredo Garcia)
- 1974: Die Straßen von San Francisco (The Streets of San Francisco, Fernsehserie, Folge The Twenty-Five Caliber Plague)
- 1975: Plattfuß räumt auf (Piedone a Hong Kong)
- 1975: Die Laus der Kompanie (Soldat Duroc, ça va être ta fête)
- 1975: Die Zwei mit dem Dreh (Switch, Fernsehserie, 1 Folge)
- 1975: Die knallharten Fünf (S.W.A.T., Fernsehserie, 2 Folgen)
- 1975–1978: Barnaby Jones (Fernsehserie, 3 Folgen)
- 1975–1979: Detektiv Rockford – Anruf genügt (The Rockford Files, Fernsehserie, 4 Folgen)
- 1975–1978: Barnaby Jones (Fernsehserie, 3 Folgen)
- 1976: Schlacht um Midway (Midway)
- 1976: Hippie Nico von der Kripo (Squadra antifurto)
- 1977: Ladykiller – Ihre Brüste wackelten im Todestakt (Passi di morte perduti nel buio)
- 1977: Madame Claude und ihre Gazellen (Madame Claude)
- 1977: Der Ankläger (The Accuser)
- 1977: Die Chorknaben (The Choirboys)
- 1977/1979: Quincy (Quincy, M.E., Fernsehserie, 2 Folgen)
- 1978: Der Champion (Casey’s Shadow)
- 1978: Inspector Clouseau – Der irre Flic mit dem heißen Blick (Revenge of the Pink Panther)
- 1979: Zehn – Die Traumfrau (10)
- 1979: Jetzt oder nie! (Courage fuyons)
- 1980: Schütze Benjamin (Private Benjamin)
- 1980: Sunday Lovers
- 1981: S.O.B. – Hollywoods letzter Heuler (S.O.B.)
- 1982: Bret Maverick (Fernsehserie, 2 Folgen)
- 1982: Flammen am Horizont (Wrong Is Right)
- 1982: Das Kommando (Who Dares Wins)
- 1982: Auf einmal ist es Liebe (Not Just Another Affair, Fernsehfilm)
- 1982: Wiegenlied des Grauens (Don't Go to Sleep, Fernsehfilm)
- 1983: Starflight One – Irrflug ins Weltall (Starflight: The Plane That Couldn’t Land, Fernsehfilm)
- 1985: Wildgänse 2 (Wild Geese II)
- 1985: Der glitzernde Tod (In Like Flynn, Fernsehfilm)
- 1986–1988: Das Model und der Schnüffler (Moonlighting, Fernsehserie, 6 Folgen)
- 1987: Nuts… Durchgedreht (Nuts)
- 1988: Zeit des Grauens (Something Is Out There, Miniserie)